# Iapyx (éponyme des Iapyges)
Pour les articles homonymes, voir Iapyx.
Dans la mythologie grecque, Iapyx (en grec ancien Ἰάπυξ / Iápux) est le héros éponyme des Iapyges, peuple d'origine illyrienne installé en Apulie.
Les auteurs anciens lui donnent soit une origine illyrienne, soit une origine crétoise.
Dans le premier cas, il est le fils de Lycaon, qui est peut-être le même que Lycaon, roi d'Arcadie, et le frère de Daunos et de Peucétios. Les trois frères franchissent l'Adriatique avec une armée et font la conquête de l'Apulie, en chassant les Ausones qui y étaient installés. Dans ce pays, qui prit le nom d'Iapygie, ils créèrent trois royaumes, ceux des Dauniens, des Peucètes et des Messapes.
Dans le second cas, il est généralement considéré comme le fils de Dédale et d'une Crétoise. Il serait venu en Italie du Sud à la tête des Crétois qui faisaient partie de l'expédition de Minos en Sicile, après la mort de ce dernier.